# Rolf Randolf
Rolf Randolf (15 de enero de 1878 – 29 de junio de 1941) fue un actor, productor y director cinematográfico austriaco.
Su verdadero nombre era Rudolf Zanbauer, y nació y falleció en Viena, Austria.

## Selección de su filmografía
Director
- Das Geheimnis von St. Pauli (1926)
- Der Bettler vom Kölner Dom (1927)
- Wer hat Bobby gesehen? (1930)
- Tod über Shanghai (1932)
- Königstiger (1935)